# Giuseppe Fiorelli
Giuseppe Fiorelli (8. červen 1823 Neapol – 28. leden 1896 Neapol) byl italský archeolog a numismatik, jehož systematické vykopávky pomohly zachovat většinu starověkého města Pompejí. Oblast výzkumů rozdělil na regiones (čtvrti) a insulae (insuly). Toto dělení platí dodnes.
Během výzkumů dostal nápad nalévat sádru do dutin ve ztuhlé lávě, které jeho pracovníci neustále nacházeli. Tyto dutiny vznikaly poté, co láva a sopečný prach zasypaly těla mrtvých lidí a zvířat při erupci sopky Vesuv. Pomocí této metody, která byla později nazvána Fiorelliho metodou, bylo získáno množství sádrových odlitků, které jsou dnes uchovány v Antiquarium dei Pompei.
Při revoluci v roce 1848 se přidal k liberálnímu hnutí, za což byl uvězněn. Po sjednocení Itálie se stal ředitelem Pompejských archeologických vykopávek (Scavi archeologici di Pompeii). V roce 1866 založil Museo Nazionale di San Martino. Mezi lety 1861 až 1879 vytvořil korkovou plastiku Pompejí, která se dodnes nachází v Národním archeologickém muzeu v Neapoli. Mezi lety 1863 a 1875 začal reorganizovat sbírky muzea, v čemž pokračoval jeho následovník, Paolo Orsi.

## Přehled činnosti
- Profesor archeologie na univerzitě v Neapoli (1860-63)
- Ředitel neapolského muzea
- Ředitel vykopávek v Pompejích
- Senátor (1865)
- Založil Pompejskou školu archeologie (Scuola di Archeologia), později Italskou školu archeologie
- Roku 1876 založil archeologický časopis Notizie degli Scavi

Jeho jménem bylo pojmenováno muzeum ve městě Lucera v provincii Foggia.

## Dílo
- "Osservazioni sopra talune monete rare di città greche",
- Monete inedite dell'Italia antica, Neapol 1845
- "Pompeianarum Antiquitatum Historia", la storia degli scavi di Pompei (1860 – 1864)
- Catalogo del Museo Nazionale di Napoli : Medagliere, Vol. I, Monete Greche, Museo Archeologico Nazionale di Napoli, 1870
- Catalogo del Museo Nazionale di Napoli : Collezione Santangelo. Neapol, 1866 – 67.
- Descrizione di Pompei, 1875 – první vědecký průvodce po Pompejích